# Lithobius sectilis
Lithobius sectilis är en mångfotingart som först beskrevs av Zalesskaja 1976.  Lithobius sectilis ingår i släktet Lithobius och familjen stenkrypare.
Artens utbredningsområde är:
- Armenien.
- Azerbajdzjan.

Inga underarter finns listade i Catalogue of Life.